# 合衆国崩壊
『合衆国崩壊』（がっしゅうこくほうかい、原題: Executive Orders）は、アメリカ合衆国の小説家トム・クランシーの小説。ジャック・ライアンシリーズの第7作で『日米開戦』の続編である。原題Executive Ordersは「大統領令」を意味する。

## あらすじ
日米開戦（前作）で、親を失った日本の民間航空会社のパイロットは復讐のためジャンボジェットをアメリカ合衆国議会議事堂に突入させるカミカゼ攻撃を行う。このテロ事件でダーリング大統領は死亡し、継承順位により副大統領のジャック・ライアンが大統領に昇格する。
ライアン新大統領が弱腰と見た反米3か国（イラン、インド、中国）は新たな陰謀に乗り出す。イランの最高指導者ダリアイはイラクの大統領を暗殺させ、イラクをイランに併合し「イスラム連合共和国」を設立した。さらにダリアイは周辺の旧ソ連圏イスラム諸国の吸収に乗り出し、サウジアラビアを次なるターゲットとする。
ダリアイはサウジアラビアに対するアメリカ軍の影響力を排除するため、ライアン大統領の暗殺、そしてアメリカ国内でエボラウィルスを使ったバイオテロを密かに計画した。また中国は台湾海峡有事を発生させ、インドは大規模演習を名目にペルシャ湾を封鎖しアメリカ海軍を牽制した。
一方、セックス・スキャンダルで失職したキールティ元副大統領は、政権への未練を捨てきれず、ライアンの大統領就任は無効であるとの訴訟を起こす。そんなとき、アメリカ国内でエボラウィルスが蔓延、異常な広がり方からバイオテロの疑いが強まる。ライアンたちは綿密な調査の結果、事件を新興国イスラム連合共和国の仕業と断定するが、国内ではアメリカ全軍にも感染が拡大するなど大混乱し合衆国崩壊の危機に陥る。
ダリアイはサウジアラビアに侵攻を開始した。ライアンはペルシャ湾にアメリカ艦隊を派遣する一方、首謀者ダリアイを暗殺する大統領令の法整備に着手する。さらにイスラエルに駐留するアメリカ軍と、国内で感染から逃れたナショナル・トレーニング・センターのアメリカ陸軍を現地に派遣、ついに第二次湾岸戦争に突入する。

## 登場人物

### アメリカ合衆国
- ジャック・ライアン - アメリカ合衆国大統領。シリーズの主人公。CIA出身であったが、ダーリング大統領死去後に大統領となる。
- ベンジャミン・グッドリー - 国家安全保障問題担当大統領補佐官代行。元CIAのオペレーション・センター（オプセンター）上級職員。
- アレクザンダー・ピエール - ジョンズ・ホプキンズ大学病院感染症科准教授。アメリカ陸軍で20年間病原体を専門とする軍医として勤務していた。
- ロジャー・ダーリング - 前作『日米開戦』の大統領で、ライアンを国家安全保障問題担当大統領補佐官に任命していた。カミカゼ攻撃で死去。
- エドワード・キールティ - 前作『日米開戦』でダーリング政権の副大統領であったが、女性職員のレイプ疑惑により辞表を提出していた。ダーリング死去後、辞表を撤回し自身が大統領となるべくライアンの足を引っ張る。後作『国際テロ』にてライアン大統領の後任として念願の大統領に就任している。

CIA
- ジョン・クラーク - シリーズお馴染みのCIA工作担当。エボラウィルスの調査のためアフリカ諸国に派遣される。その後、イランに潜入しダリアイの暗殺を指揮。『容赦なく』でCIAにスカウトされ、ライアンとは『いま、そこにある危機』以来の仲。次作『レインボーシックス』では、本作の教訓をもとに作られた多国籍特殊部隊レインボーの指揮官となる。

FBI
- ダニエル・マリー - FBI長官。通称"ダン"。シリーズお馴染みのFBI捜査官。同期のFBI長官ビルがカミカゼ攻撃で死去したため、ライアンにより長官代行から長官に任命された。ライアンとは『愛国者のゲーム』以来の仲。

アメリカ陸軍
- マリオン・ディッグズ - 准将。アメリカ陸軍ナショナル・トレーニング・センター指揮官。第二次湾岸戦争で地上部隊の指揮をとる。『恐怖の総和』でイスラエル駐留第10装甲騎兵連隊長であった。
- ショーン・マグルーダー - 大佐。イスラエル駐留第10装甲騎兵連隊長。ディッグズの後任で連隊長となり、クウェートに展開。
- ハーバート・マスターマン - 中佐。イスラエル駐留第10装甲騎兵連隊第1ガイドン大隊長。通称"デューク"。
- ニック・サートー - 中佐。イスラエル駐留第10装甲騎兵連隊第2バッグホーン大隊長。
- アル・ハム - 大佐。ナショナル・トレーニング・センター第11装甲騎兵連隊（通称"ブラックホース"）連隊長。ブラックホースはセンターの対抗部隊（OPFOR）。

### アラブ諸国
- アブラハム・ベン・ヤコブ - イスラエル諜報特務庁モサド長官。『恐怖の総和』でモサドに入庁し長官補を務めていた。
- サラ・ペレド - モサドの対テロ専門家。
- ベンジャミン・アイタン - イスラエル陸軍第7機甲旅団長。
- アブドゥラ - サウジアラビア陸軍第4機甲旅団長。

### イスラム連合共和国
- マフムード・ダリアイ - イランの最高指導者。イラク大統領を暗殺させ、両国を統一したイスラム連合共和国を成立、サウジアラビアへ侵攻する。
- モハマド・ムウティ - WHO（世界保健機構）からザイールの病院に派遣された医師。イランにてエボラウィルスの増殖に関与する。（合）
- アレフ・ラマン - シークレット・サービス大統領警護官。元イラン人で古くからダリアィの指示でアメリカに移住、ライアン大統領暗殺を指示される。
- アリ・バドライン - ダリアイに協力するアラブ人テロリスト。イラクの将軍らをスーダンへ脱出させ、アメリカでエボラウィルス散布を指揮する。
- 張寒山 - 中国の要人。前作『日米開戦』時から暗躍し、本作ではダリアイに接触し、台湾海峡危機を画策する。次作『大戦勃発』では中国軍によるシベリア侵攻を主導する。

## 書誌情報
トム・クランシー『Executive Orders (A Jack Ryan Novel)』 Berkley マスマーケット版
1. Executive Orders (A Jack Ryan Novel) 1997年8月1日発売[1]、ISBN 0425158632, 978-0425158630

トム・クランシー『合衆国崩壊』新潮社〈新潮文庫〉全4巻
1. 合衆国崩壊〈1〉1997年11月1日発売[2]、ISBN 410247207X, 978-4102472071
2. 合衆国崩壊〈2〉1997年11月1日発売[3]、ISBN 410247207X, 978-4102472071
3. 合衆国崩壊〈3〉1997年12月1日発売[4]、ISBN 410247207X, 978-4102472071
4. 合衆国崩壊〈4〉1997年12月1日発売[5]、ISBN 410247207X, 978-4102472071